# بمبديون ثنائي اللون
بمبديون ثنائي اللون (الاسم العلمي:Bembidion bicolor) هو نوع من الحشرات يتبع جنس البمبديون من فصيلة الخنافس الأرضية.